# Géographie des Bouches-du-Rhône
La géographie des Bouches-du-Rhône consiste en l'étude du territoire du département français des Bouches-du-Rhône, dans la région Provence-Alpes-Côte d'Azur. Il est délimité par la Durance au nord, le Petit-Rhône à l'ouest, les massifs de la Sainte-Baume et de la Sainte-Victoire à l'est et la mer Méditerranée au sud. Composé de sommets de moyenne altitude comme le pic de Bertagne à 1 042 m d'altitude.

## Relief
| \| Sainte-Baume Concors Sainte-Victoire Étoile Garlaban Calanques Les Costes Regagnas Montaiguet L'Estaque Éguilles Saint-Cyr Trévaresse Alpilles Montagnette Rougadou L'Arbois Crau Camargue Mer Méditerranée Étang de Berre Étang de Vaccarès \| Carte topographique et localisation des massifs dans le département |
| Sainte-Baume Concors Sainte-Victoire Étoile Garlaban Calanques Les Costes Regagnas Montaiguet L'Estaque Éguilles Saint-Cyr Trévaresse Alpilles Montagnette Rougadou L'Arbois Crau Camargue Mer Méditerranée Étang de Berre Étang de Vaccarès                                                                           |

De part et d'autre de l'étang marin de Berre, il présente des régions très différentes.
À l'ouest, autour de la barre des Alpilles, s'étendent des plaines :
- partie sud du Comtat Venaissin, couverte de cultures irriguées,
- cailloutis de la Crau qui, de l'autre côté du Grand Rhône, où peu à peu les cultures maraîchères empiètent sur les cailloux rejetés par la Durance, forme entre les Alpilles (496 m) et l'étang de Berre une aire désolée où souffle le mistral.
- pâturages, vignes et rizières de la Camargue, dotée d'un parc national (réserve de faune et de flore). La Camargue, avec ses 26 000 hectares d'étangs, ses marécages et ses rizières, reste le royaume encore préservé des taureaux, des chevaux et d'une faune colorée riche de 400 espèces différentes.
Au centre se trouve l'étang de Berre entouré au Nord par la chaîne d'Éguilles, à l'Est par le plateau de l'Arbois, et au Sud par la chaîne de l'Estaque.
À l'est, les autres reliefs calcaires de la basse Provence sont :
- le massif de la Sainte-Baume (1 042 m partie Ouest)
- la montagne Sainte-Victoire (1 011 m)
- le mont Olympe (810 m)
- le massif du Concors (782 m)
- le massif de l'Étoile (779 m)
- la massif du Garlaban (731 m)
- la montagne de Regagnas (715 m)
- le massif des Calanques (563 m) et le massif de Saint-Cyr (645 m)
- la chaîne de la Trévaresse (502 m)
- la chaîne des Côtes (482 m)
- la chaîne d'Éguilles (373 m)
- la chaîne de l'Estaque (278 m)
- le plateau de l'Arbois (271 m)

L'ensemble de ces reliefs représentent un peu plus du tiers de la superficie totale du département.
La plupart sont entamés par les vallées de l'Arc (bassin d'Aix-en-Provence), de la Touloubre (Salon-de-Provence) ou de l'Huveaune (Aubagne-Marseille), plaines plus riches où s'y cultive le blé, la vigne, l'olivier, ainsi que fruits et légumes de Provence.
La plus haute falaise de France est celle du cap Canaille qui domine Cassis du haut de ses 394 m.
Le point culminant est le pic de Bertagne (1 042 m) dans le massif de la Sainte-Baume.

Paysages des Bouches-du-Rhône :
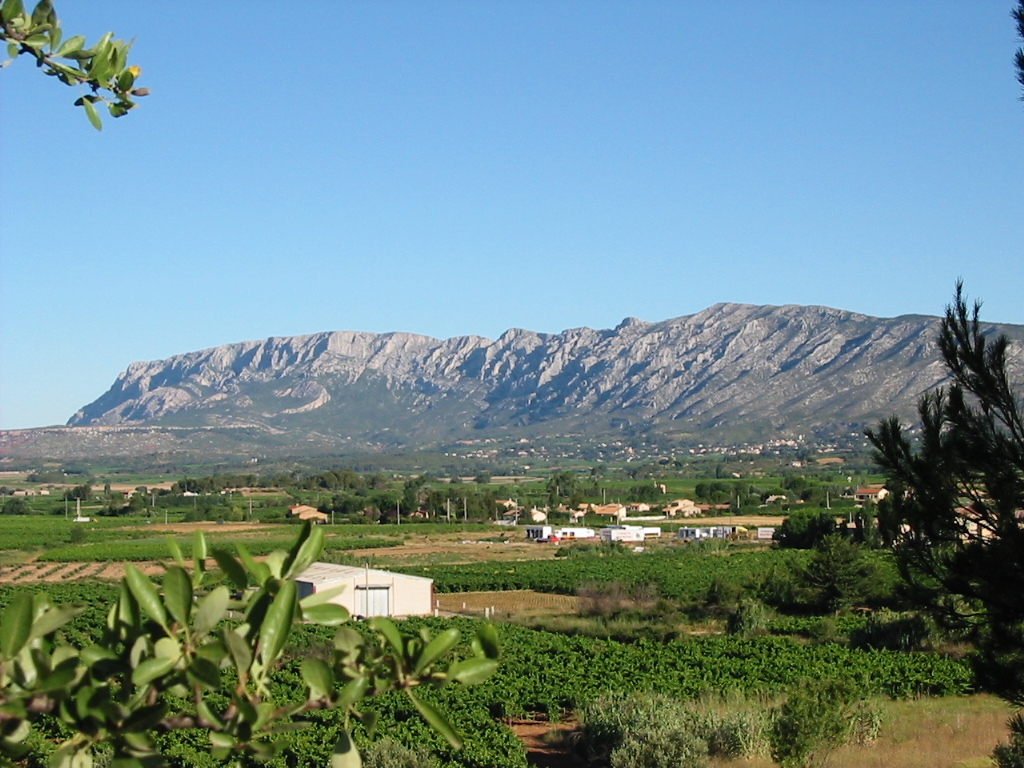
La montagne Sainte-Victoire dans l'est.
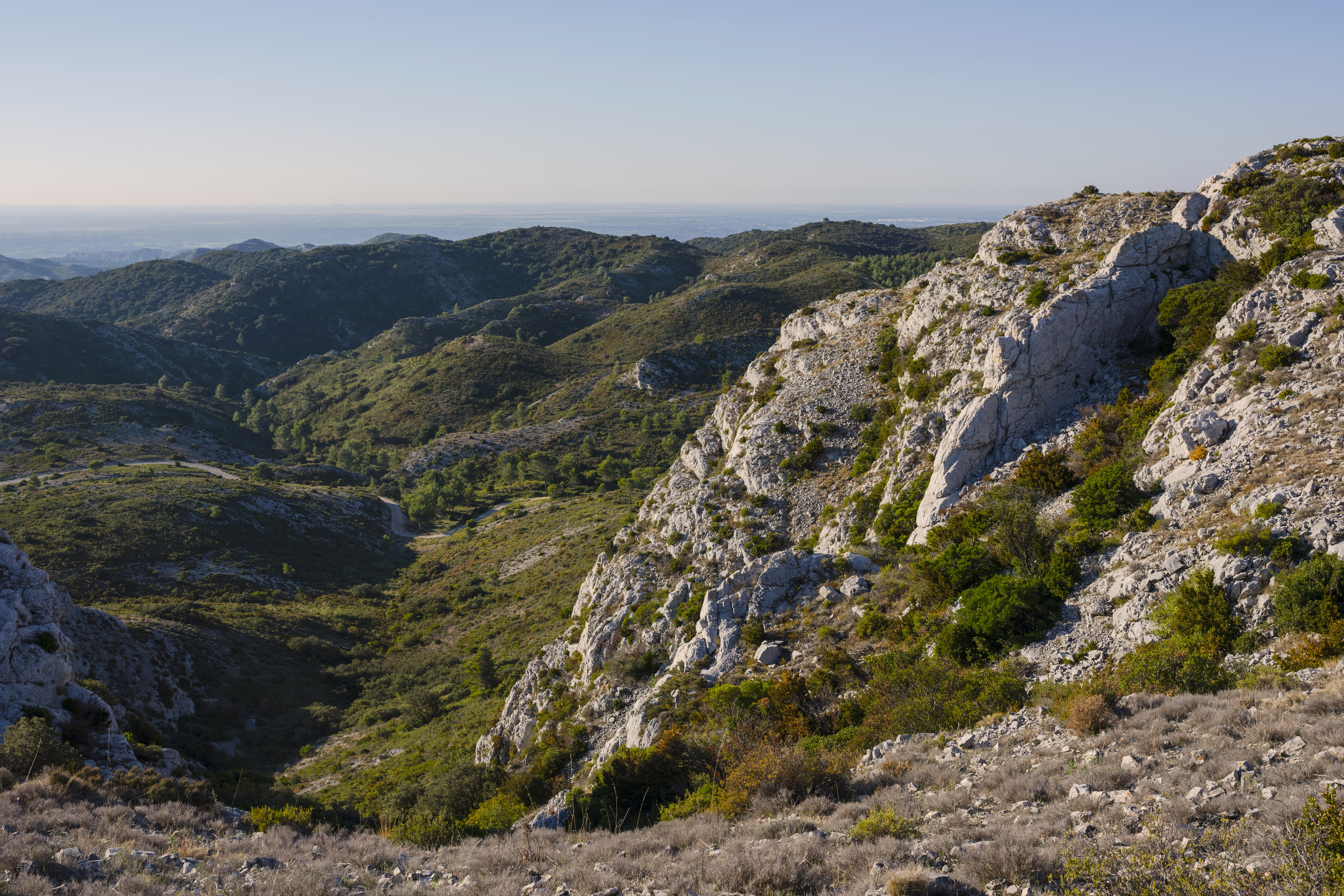
Saint-Rémy-de-Provence dans le Parc naturel régional des Alpilles, dans le nord-ouest.
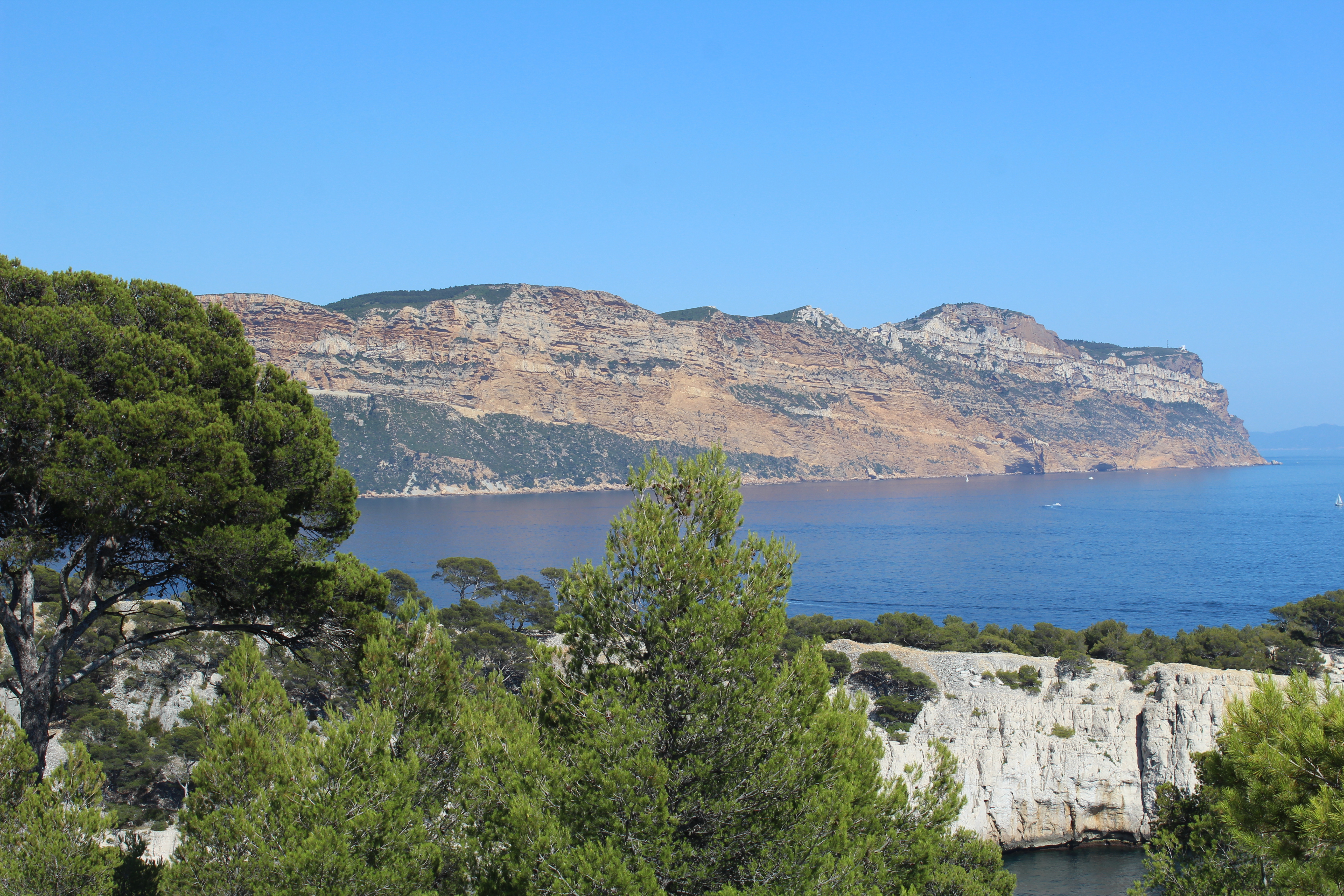
Cap Canaille à Cassis dans le sud-est.
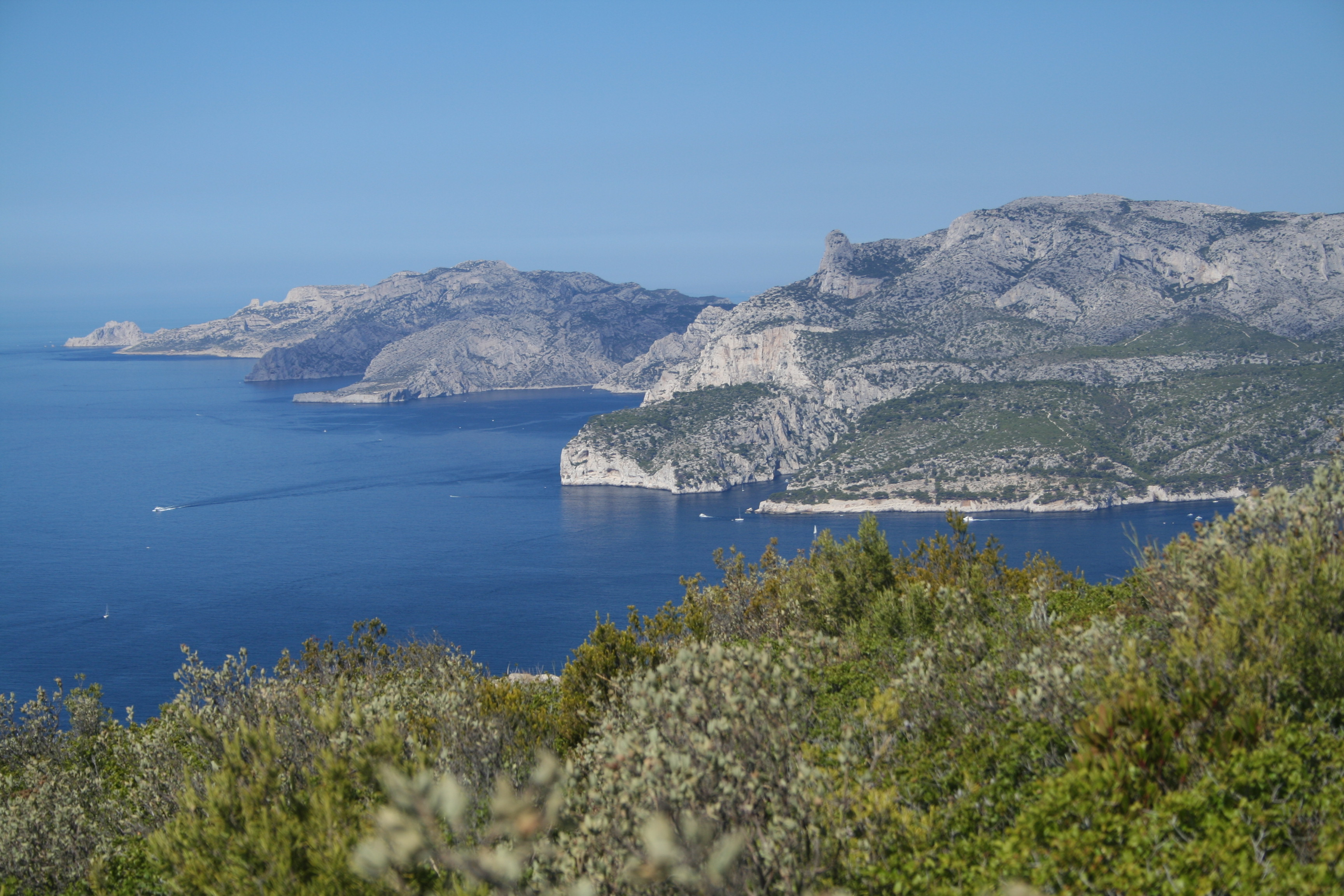
Paysage des calanques vers Cassis.

## Agriculture, industrie, services
Les activités maritimes et la pêche animent la côte, des Saintes-Maries-de-la-Mer à La Ciotat.
Les industries et les services sont concentrés dans l'agglomération de Marseille (ville et environs).

## Climat
Le climat, de type méditerranéen, est influencé surtout par le vent du nord, le mistral. Le taux de boisement atteint 38 %. Les surfaces boisées abritent une faune et une flore très riches; de nombreuses espèces animales et végétales sont protégées, à terre comme en mer.
Le département est entièrement soumis au climat méditerranéen, atténué en altitude au-dessus de 550 m où les garrigues de chênes kermès, cistes, romarins, etc., les forêts de pins d'Alep et de chênes verts laissent la place aux chênes et pins sylvestres. Le littoral des calanques, ne recevant que 400 à 600 mm de pluie par an en moyenne est l'une des régions les plus arides de France.